# Carlos Alberto Ricardo
Carlos Alberto "Beto" Ricardo (São Paulo, 1950) és un antropòleg i pioner del medi ambient brasiler. El 1970 va treballar en la cartografia de l'Amazones i va començar a treballar amb grups indígenes. El 1974 va participar en la fundació del Centro Ecumênico de Documentação e Informações, i el 1994 en l'Instituto Socioambiental. Va rebre el Premi Mediambiental Goldman el 1992 per la seva contribució a la política ambiental al Brasil.